# Етос
Етос (гр. ἦθος, ἔθος, ethos – „морален характер, природа, предразположение, навик, обичай“) , в реториката това е обликът на автора, оратора и т.н. Това е едно от трите основни средства за убеждение — етос, патос и логос . Както и едно от централните средства за аргументация — характерът, личността на автора (оратора), който трябва да буди уважение, за да могат читателите или слушателите да вярват на неговите думи . Съответно нападката към личността на автора е argumentum ad hominem.

## В политологията
Етос може да значи предразположението, характера или фундаменталните ценности, които са специфични за определена личност, общност, народ, култура или движение. Етосът се отнася до „духа“, който задвижва, мотивира техните идеи, обичаи и действия. Както пише Томас Стърнз Елиът „Общият етос на народа, който трябва да управляват, определя поведението на политиците.“  Историкът Орландо Фидж отбелязва, че през 1920-те "Етосът на комунистическата партия доминира всеки аспект на обществения живот в Съветска Русия."